# Nordopossum
Das Nord- oder Virginia-Opossum (Didelphis virginiana), manchmal auch Virginisches Opossum genannt, ist eine Säugetierart aus der Gattung der Opossums innerhalb der Familie der Beutelratten (Didelphidae). In den USA und in Südkanada ist es die einzige verbreitete Art der Beutelsäuger.

## Beschreibung
Nordopossums erreichen eine Körperlänge von 32 bis 50 cm (vergleichbar mit der Hauskatze), dazu kommt ein ebenso langer, nackter Schwanz. Ihr Gewicht kann bis zu 5,5 Kilogramm betragen. Ihr Fell ist weißlich bis grau gefärbt, am Kopf haben sie meist drei schwarze Streifen, einen über jedem Auge und einen in der Mitte. Alle vier Füße haben fünf Zehen mit Krallen außer der ersten Zehe der Hinterfüße, die daumenartig entwickelt ist und den anderen Zehen gegenübergestellt werden kann.

## Verbreitung und Lebensraum

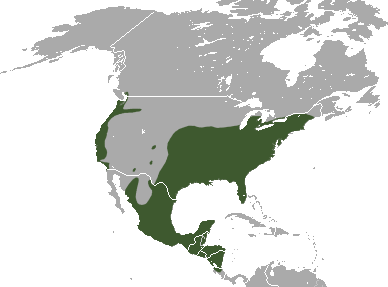
Verbreitungsgebiet

Das ursprüngliche Verbreitungsgebiet der Nordopossums erstreckte sich vom Osten der USA (Pennsylvania) bis Costa Rica. Im Zuge der Besiedlung Nordamerikas durch die Europäer konnten sie ihr Siedlungsgebiet ausdehnen und kommen heute auch in Neuengland, dem südlichen Kanada und an der US-amerikanischen Pazifikküste vor. Natürlicherweise leben Nordopossums in bewaldeten oder buschbewachsenen Gebieten. Als Kulturfolger sind sie heute auch in Plantagen, Parks und Städten zu finden.
Die IUCN stuft die Art als nicht gefährdet ein und den Populationstrend als zunehmend.

## Lebensweise

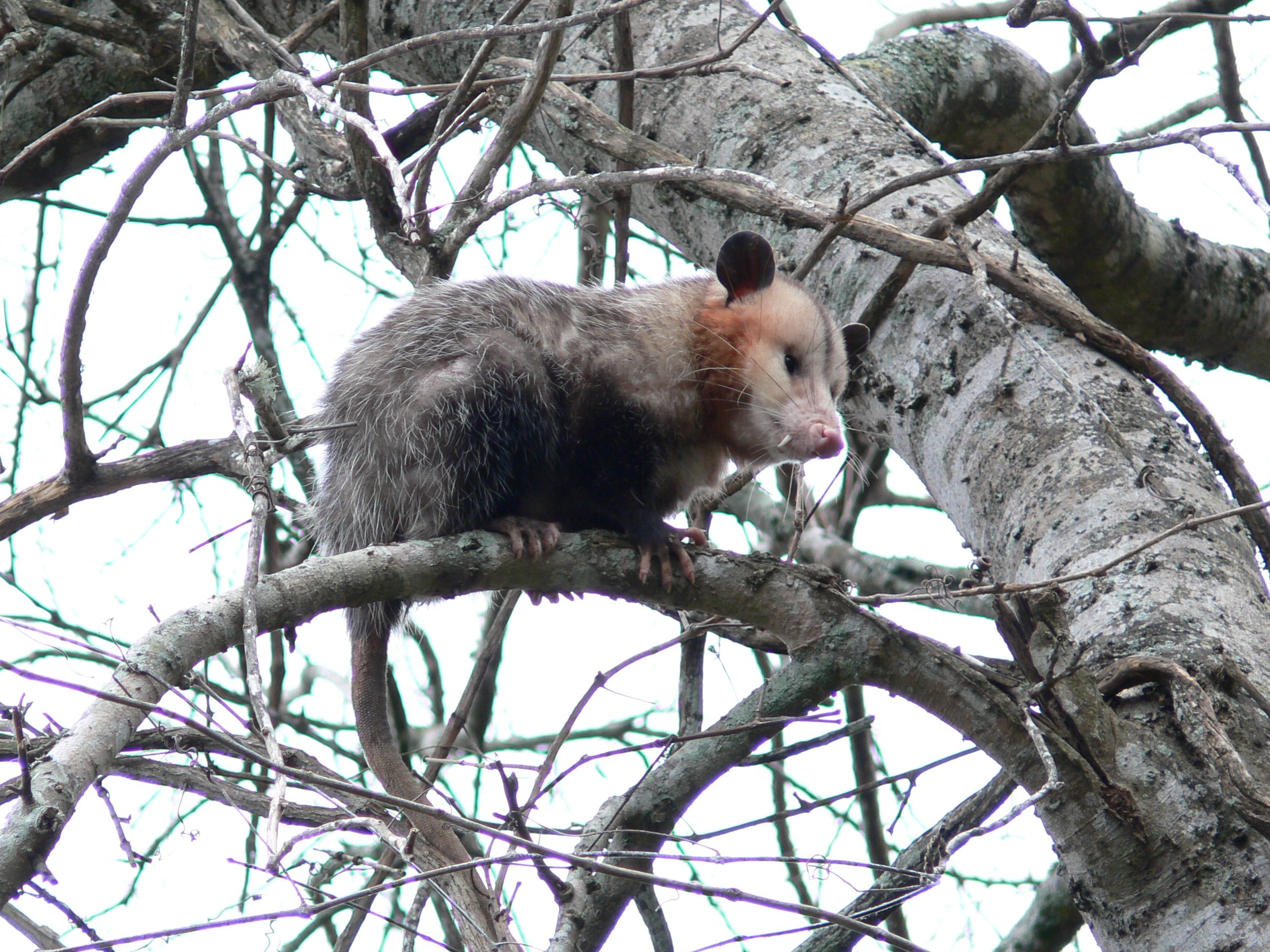
Nordopossum in Lake Jackson, Texas

Nordopossums sind nachtaktive Einzelgänger, die Artgenossen meistens aggressiv begegnen. Die Nordopossums verbringen ca. 18 Stunden des Tages mit Schlafen. Mit dieser beachtlichen Stundenzahl gehören sie zu den verschlafensten Tieren überhaupt. Sie können gut schwimmen und mit Hilfe ihres Greifschwanzes auch gut klettern, wobei sie manchmal nur mit ihrem Schwanz von Ästen hängen. Trotzdem leben sie aber meist auf dem Boden. Den Tag verbringen sie in Felsspalten, hohlen Bäumen, in selbstgegrabenen Bauten oder in Nestern, die sie mit Gräsern und Blättern auslegen. Opossums sind nicht dauerhaft reviergebunden, sie bewohnen ein bestimmtes Gebiet nur für ein paar Monate. In dieser Zeit verteidigen sie dieses allerdings hartnäckig gegen andere Opossums.
Zu den natürlichen Feinden der Nordopossums zählen unter anderem Kojoten, Füchse, Eulen und große Greifvögel. Wenn sie bedroht werden, stellen sie sich durch eine Reflexreaktion tot, die von einigen Minuten bis zu 4 Stunden dauert. Dieses Totstellen ist so auffällig, dass es in Amerika als „playing possum“ zur Redewendung wurde. Das Totstellen ahmt nicht nur das Aussehen nach, sondern auch den Geruch von kranken oder toten Tieren durch Sekrete der Analdrüsen.

## Nahrung
Nordopossums sind Allesfresser. Sie ernähren sich sowohl von Insekten, kleinen Wirbeltieren und Aas als auch von pflanzlichem Material wie Früchten und Körnern.

## Fortpflanzung

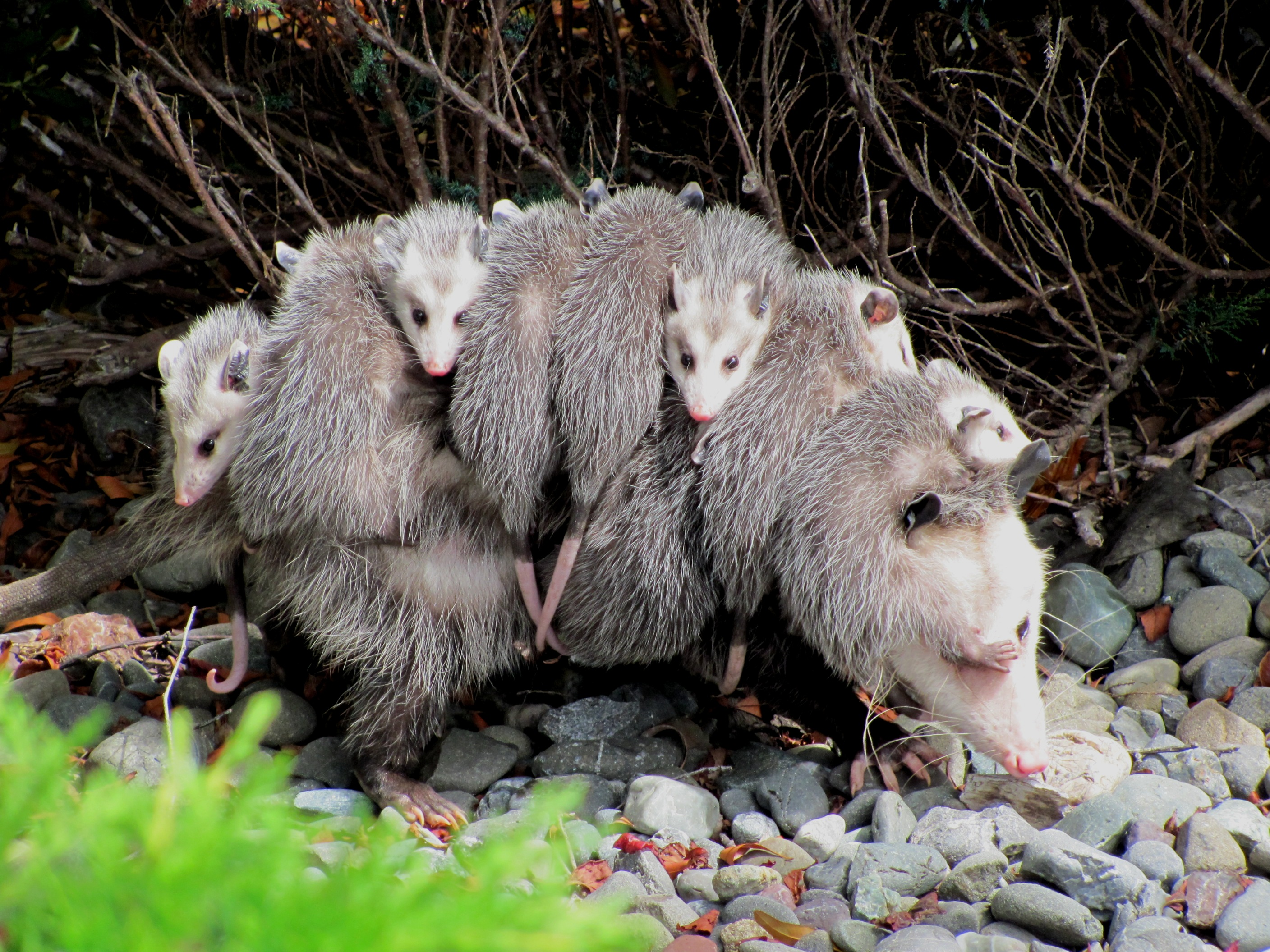
Nordopossumweibchen mit neun Jungtieren

Opossumweibchen sind mit etwa 6 Monaten, die Männchen hingegen mit etwa 9 Monaten fortpflanzungsfähig.
Die Weibchen haben einen gut entwickelten Beutel mit meist 13 Zitzen darin, welche kreisförmig angeordnet sind. Nach nur zwölf- bis vierzehntägiger Tragzeit (eine der kürzesten aller Säugetiere) kommen rund 20 Jungtiere zur Welt. Die Neugeborenen sind winzig, sie werden nur 1 cm lang und haben ein Gewicht von 0,13 g. Nicht alle kommen im Beutel unter, die übrigen sterben. Im Alter von zwei bis drei Monaten verlassen die Jungen erstmals den Beutel. Wenn nicht mehr alle im Beutel Platz haben, reiten einige Jungtiere am Rücken der Mutter. Mit drei bis vier Monaten sind sie selbständig und gegen Ende des ersten Lebensjahres werden die Tiere geschlechtsreif.
Ihre Lebenserwartung beträgt in freier Wildbahn nicht mehr als zwei bis drei Jahre, Exemplare in Gefangenschaft werden älter (bis zu fünf Jahren).

## Mensch und Nordopossum
Als Kulturfolger profitieren Nordopossums mehr von der Anwesenheit des Menschen als viele andere Tiere. Sie finden Nahrung in Mülleimern und auf Plantagen und es wird ihnen nachgesagt, dass sie manchmal Geflügel reißen, weswegen sie teilweise als Plage angesehen und gejagt werden. Eine weitere Gefahrenquelle stellt der Straßenverkehr dar.
Sie wurden wegen ihres Fleisches gejagt, das Opossumfell wird als Pelz genutzt, auch als Labortiere finden sie Verwendung. Im 19. Jahrhundert begannen Farmer in den Vereinigten Staaten sogar, Opossums zu züchten. Die Art zählt zu den häufigen, nicht bedrohten Arten.